# Ablautus coquilletti
Ablautus coquilletti är en tvåvingeart som beskrevs av Wilcox 1935. Ablautus coquilletti ingår i släktet Ablautus och familjen rovflugor. Inga underarter finns listade i Catalogue of Life.